# Disturbios de Francia de 2005

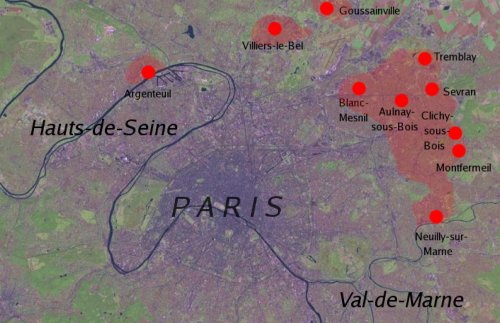
Áreas de París afectadas por los disturbios hasta el 4 de noviembre.

Los disturbios de Francia en el año 2005 se iniciaron el jueves 27 de octubre de 2005 cerca de París pero se extendieron rápidamente al resto de Francia y a otras ciudades de Europa. Los disturbios se caracterizaron por el incendio de coches y por violentos enfrentamientos entre cientos de jóvenes y la policía francesa. Los incidentes comenzaron tras la muerte de dos jóvenes musulmanes de origen africano mientras escapaban de la policía en Clichy-sous-Bois, una comuna pobre en una banlieue («suburbio») del este de París, y fueron exacerbados por las declaraciones del ministro de Interior Nicolas Sarkozy, que llamó a los manifestantes iniciales «escoria». Los disturbios se expandieron a otras áreas de Francia (Sena y Marne, Val-d'Oise, Lille, Ruan, Dijón, y Marsella) y también a otros países (Bélgica, Dinamarca, Alemania, Grecia, Países Bajos, Suiza). En la noche del 3 de noviembre, 500 coches fueron quemados y varios incendios fueron provocados en Aulnay-sous-Bois, Noisy-le-Grand, Neuilly-sur-Marne, Le Blanc-Mesnil, y Yvelines.
La noche del sábado 5 de noviembre y los albores del domingo marcaron el punto más intenso de los disturbios hasta el momento, con 1.295 vehículos incendiados, 312 personas arrestadas y nuevos incidentes en otras ciudades de Francia.

## Inicio de los disturbios

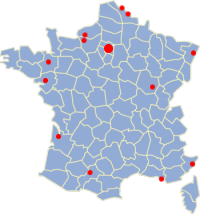
Ciudades afectadas por los disturbios (esporádicamente).

Los disturbios comenzaron después de que se corriera la voz de que dos adolescentes que vivían en Clichy-sous-Bois, llamados Ziad Benna (de 17 años) y Bouna Traoré (15 años). (Zihed y Bouna) Archivado el 24 de noviembre de 2005 en Wayback Machine.), habían muerto tras recibir un shock eléctrico, al entrar en contacto con un transformador. Los adolescentes huían de la policía y tras trepar a una subestación eléctrica se electrocutaron. Un tercer joven (Muhttin Altun), de 17 años de edad, también fue afectado en el mismo hecho pero logró sobrevivir. Los disturbios comenzaron tras conocerse que los adolescentes muertos pertenecían a una minoría étnica de un distrito de bajos ingresos.
Aunque el entonces ministro del interior francés Nicolas Sarkozy sostuviese la teoría de que los jóvenes no eran «físicamente perseguidos» por la policía, ya no hay duda de este hecho, y es sabido que los adolescentes fallecidos eran perseguidos por las fuerzas de seguridad tras una acusación por robo, y que escaparon por "miedo al interrogatorio"
Las muertes parecen haber agravado tensiones preexistentes. Manifestantes declararon a Associated Press que los disturbios eran una forma de expresar la frustración por el desempleo y el acoso policial en la zona. Uno de los manifestantes afirmó: «la gente se ha unido para decir que estamos hartos», y agregó «vivimos en guetos. Todos tenemos miedo» , . Los suburbios en los cuales se produjeron los desmanes albergan una importante proporción de inmigrantes del norte de África, lo cual se dice que contribuyó a las tensiones étnicas y religiosas que muchos creen que pueden provocar hechos similares en el futuro.

## Cronología

### Tabla de incidentes
|     | Fecha                    | Coches quemados | Arrestos | Extensión de los disturbios | Fuentes                                                                                           |
| --- | ------------------------ | --------------- | -------- | --- | ------------------------------------------------------------------------------------------------- |
| 1.  | Viernes 28 de octubre    | NA              | 27       | Clichy-sous-Bois |                                                                                                   |
| 2.  | Sábado 29 de octubre     | 29              | 14       | Clichy-sous-Bois |                                                                                                   |
| 3.  | Domingo 30 de octubre    | 30              | 19       | Clichy-sous-Bois |                                                                                                   |
| 4.  | Lunes 31 de octubre      | NA              | NA       | Clichy-sous-Bois, Montfermeil |                                                                                                   |
| 5.  | Martes 1 de noviembre    | 69              | NA       | Sena-Saint-Denis |                                                                                                   |
| 6.  | Miércoles 2 de noviembre | 40              | NA       | Sena-Saint-Denis, Sena y Marne Val-d’Oise, Altos del Sena                                                                                 |                                                                                                   |
| 7.  | Jueves 3 de noviembre    | 315             | 29       | Isla de Francia, Dijon, Ruan, Bocas del Ródano                                                                                            |                                                                                                   |
| 8.  | Viernes 4 de noviembre   | 596             | 78       | Isla de Francia, Dijon, Ruan, Marsella |                                                                                                   |
| 9.  | Sábado 5 de noviembre    | 897             | 253      | Isla de Francia, Ruan, Dijon, Marsella, Évreux, Roubaix, Tourcoing, Hem, Estrasburgo, Rennes, Nantes, Niza, Toulouse, Burdeos, Pau, Lille |                                                                                                   |
| 10. | Domingo 6 de noviembre   | 1,295           | 312      | Isla de Francia, Norte, Eure, Eure-et-Loir, Alto Garona, Loira Atlántico, Essonne.                                                        |                                                                                                   |
| 11. | Lunes 7 de noviembre     | 1,408           | 395      | 274 ciudades en total. Isla de Francia, Norte-Paso de Calais, Mediodía-Pirineos, Ródano-Alpes, Alsacia, Franco Condado.                   | (enlace roto disponible en Internet Archive; véase el historial, la primera versión y la última). |
| 12. | Martes 8 de noviembre    | 1,173           | 330      | Región de París, Lille, Auxerre, Toulouse, Alsacia, Lorena, Franco Condado                                                                | Archivado el 25 de noviembre de 2005 en Wayback Machine.                                          |
| 13. | Miércoles 9 de noviembre | 617             | 280      | 116 ciudades en total. Región de París, Toulouse, Ródano, Gironda, Arras, Grasse, Dole, Bassens                                           | Archivado el 26 de febrero de 2008 en Wayback Machine.                                            |
| 14. | Jueves 10 de noviembre   | 482             | 203      | Toulouse, Belfort | Archivado el 24 de noviembre de 2005 en Wayback Machine.                                          |
| 15. | Viernes 11 de noviembre  | 463             | 201      | Toulouse, Lille, Lyon, Estrasburgo, Marsella                                                                                              |                                                                                                   |
| 16. | Sábado 12 de noviembre   | 502             | 206      | NA |                                                                                                   |
| 17. | Domingo 13 de noviembre  | 374             | 212      | Lyon, Toulouse, Carpentras, Dunkerque, Amiens, Grenoble                                                                                   |                                                                                                   |
| 18. | Lunes 14 de noviembre    | 284             | 115      | Toulouse, Faches-Thumesnil, Halluin, Grenoble                                                                                             | Archivado el 2 de noviembre de 2005 en Wayback Machine.                                           |
| 19. | Martes 15 de noviembre   | 215             | 71       | Saint-Chamond, Bourges |                                                                                                   |
|     | 19 noches                | >8,700          | >2,700   | |                                                                                                   |

### Primera semana

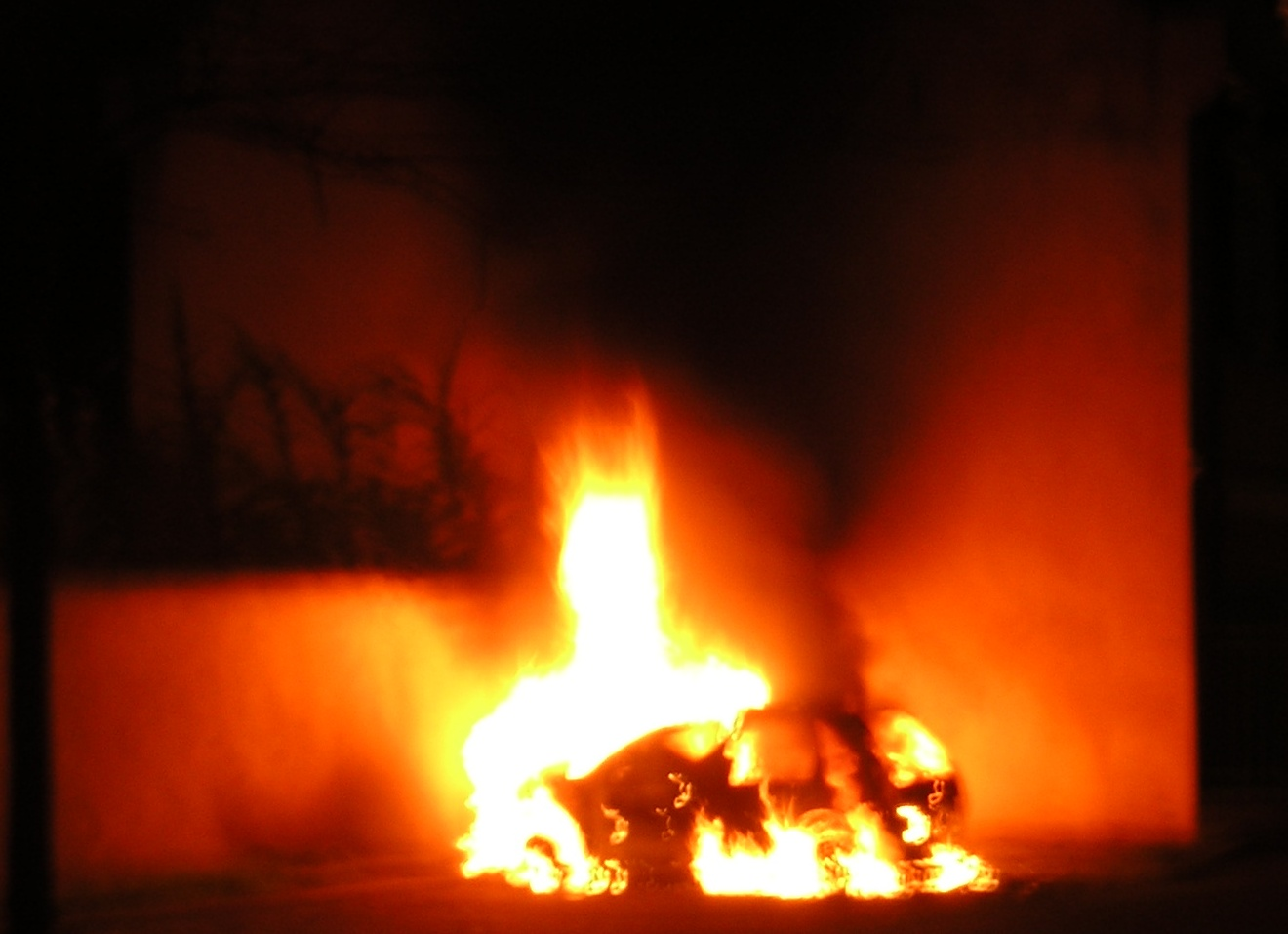
Vehículo ardiendo en Estrasburgo.

- Jueves 27 de octubre — Los primeros disturbios comenzaron con el atardecer, tras las muertes de Ziad Benna y Banou Traoré, de las que fue testigo al menos uno de sus amigos. Los diversos grupos, en su mayoría compuestos por jóvenes, tuvieron encontronazos con la policía, a la cual le arrojaron piedras y bombas molotov. Los enfrentamientos se repitieron con los bomberos, al tiempo que varios coches fueron quemados y numerosos comercios vandalizados. Se reportó un disparo por parte de la policía . Las fuerzas de la ley respondieron arrojando gas lacrimógeno. El saldo fue de 27 detenidos, además de 23 policías y un periodista heridos. El número de manifestantes heridos se desconoce .

- Viernes 28 de octubre — Continuaron los disturbios.
- Sábado 29 de octubre — Alrededor de 500 personas participaron en una marcha de silencio en Clichy-sous-Bois, en memoria de los adolescentes muertos . Representantes de la comunidad musulmana hicieron un llamado a la calma y a la dignidad durante la procesión. Los participantes llevaban camisetas con la leyenda Morts pour rien, «muertos por nada» .
- Domingo 30 de octubre — Una granada de gas lacrimógeno fue arrojada hacia una mezquita. La policía negó cualquier tipo de responsabilidad en el hecho, pero reconoció que la granada era del mismo tipo que las usadas por las unidades anti disturbios. Ante un auditorio de 170 oficiales de policía de la prefectura Seine-Saint-Denis en Bobigny, Nicolas Sarkozy afirmó «estar a disposición del imán de la mezquita de Clichy para darle todos los detalles acerca de cómo y por qué una granada de gas lacrimógeno llegó hasta el lugar».
- Lunes 31 de octubre — Se reportó que los disturbios se extendieron hasta Sena-San Denis. En la vecina Montfermeil, el garaje municipal de la policía fue incendiado. Michel Thooris, un integrante del sindicato de policías Action Police CFTC, describió los desmanes como «una guerra civil», y pidió la intervención de las fuerzas armadas .
- Martes 1 de noviembre — Se reportó que los disturbios se extendieron a otros nueve suburbios, en los cuales 69 vehículos fueron incendiados. Los desmanes fueron particularmente intensos en Sevran, Aulnay-sous-Bois y Bondy, todos en la región de Seine-Saint-Denis, la cual se considera «un área sensible de inmigrantes y salarios bajos». En Sevran, adolescentes incendiaron dos aulas de una escuela primaria, además de numerosos coches. Tres policías sufrieron lesiones leves  Archivado el 17 de octubre de 2007 en Wayback Machine.. En Aulnay-sous-Bois, los alborotadores arrojaron bombas molotov contra la alcaldía, y piedras a la estación de bomberos; la policía respondió con disparos de balas de goma a los vándalos más adelantados. El primer ministro francés Dominique de Villepin se reunió con familiares de Ziad Benna, Banou Traoré y del tercer joven que se escondió en la subestación eléctrica. El Primer Ministro expresó «la necesidad de restablecer la calma» .
- Miércoles 2 de noviembre — Los informes indican que los manifestantes atacaron una estación de policía, mientras que 177 vehículos fueron quemados. Dos escuelas primarias, una oficina de correos y un centro comercial fueron dañados, mientras que una concesionaria de automóviles fue destrozada. Los furgones y coches de policía se vieron apedreados por distintos grupos. En un movimiento de los disturbios hacia el oeste, a la zona de Altos del Sena, una estación de policía fue atacada con cócteles molotov. El presidente Jacques Chirac hizo un llamado a la calma, al tiempo que el Primer Ministro Dominique de Villepin convocó a una reunión de gabinete de urgencia. De Villepin emitió un comunicado en el cual pidió «tratar de evitar la estigmatización de las áreas», en una aparente respuesta a su rival político y Ministro del Interior Nicolas Sarkozy, que había llamado «basura y gente despreciable» a los alborotadores , , .

### Segunda semana
- Jueves 3 de noviembre — El tráfico de la línea B del RER fue interrumpido en el tramo que une París con el Aeropuerto Charles de Gaulle luego de que el sindicato de trabajadores comenzó una huelga. Los manifestantes atacaron por la noche dos formaciones en la estación Le Blanc-Mesnil, forzando a un conductor a descender del tren y rompiendo las ventanillas, según la autoridad ferroviaria SNCF. Un pasajero sufrió heridas leves a causa de un vidrio roto . Por primera vez desde que se desataron los disturbios, las manifestaciones se expandieron fuera de París, ya que se produjeron hechos de violencia en Dijon, además de algunos focos esporádicos en Bocas del Ródano (en el sur) y en Ruan en el oeste de Francia. En el Parlamento, el Primer Ministro Dominique de Villepin hizo un nuevo llamamiento a la restauración del orden, al tiempo que su gobierno soportaba críticas por los errores en la prevención de la violencia. Cerca de 100 bomberos se emplearon en un incendio provocado en una fábrica de alfombras, mientras que 27 ómnibus fueron incendiados por los alborotadores. En la noche del 3 de noviembre se quemaron 500 vehículos mientras que los disturbios se repetían en Aulnay-sous-Bois, Neuilly-sur-Marne, Le Blanc-Mesnil e Yvelines , , , . Otros 7 vehículos fueron incendiados en París , y varios otros sufrieron la rotura de sus ventanas cerca de la estación de metro de La Chapelle.
- Viernes 4 de noviembre — En la noche del viernes, los hechos violentos se sucedieron en Val d'Oise, Sena y Marne y Sena-San Denis. Los ataques y quemas de vehículos volvieron a ocurrir en Aubervilliers, Sarcelles, Montmagny y Persan. La policía manifestó que, en comparación a la noche anterior, los desmanes de la noche del jueves fueron menos intensos, ya que solo 50 vehículos fueron incendiados en esa oportunidad . El prefecto Jean-François Cordet emitió un comunicado en el cual afirmaba que, «al contrario de lo ocurrido en las noches anteriores, hubo menos enfrentamientos directos con las fuerzas del orden». Siyakah Traoré, hermano de uno de los dos jóvenes fallecidos, instó a los manifestantes a «calmarse y cesar con la destrucción masiva» . Por otro lado, la violencia se extendió a Lille y Toulouse por primera vez desde el comienzo de los incidentes. . Más de 350 vehículos fueron incendiados en todo el territorio francés, y 170 personas fueron detenidas . Se reportó que una mujer de unos cincuenta años fue alcanzada por el fuego en los disturbios del miércoles cuando trataba de salir de un ómnibus. Tras ser rescatada por el chófer del vehículo, fue hospitalizada con quemaduras severas . Un artefacto incendiario fue arrojado a los muros de una sinagoga , mientras que los bomberos fueron atacados cuando intentaban ayudar a una persona herida en Meaux.
- Sábado 5 de noviembre (día) — Varios miles de habitantes de Aulnay-sous-Bois se unieron a una marcha de protesta contra los disturbios, convocada por el alcalde de la comuna, Gérard Gaudron. Por la tarde, el Primer Ministro Dominique de Villepin mantuvo un encuentro con Nicolas Sarkozy y otros miembros de su gabinete. Yves Bot, fiscal general de la ciudad de París, expresó en la radio Europe 1 que los eventos se trataban de hechos de violencia organizada, y que iban mucho más allá de manifestaciones espontáneas. Bot agregó que los jóvenes de otras ciudades eran incitados a participar en los disturbios por medio de la Internet. Afirmó además que la violencia estaba siendo dirigida hacia las instituciones de la República, pero negó que tengan un trasfondo étnico .
- Sábado 5 de noviembre (noche) — Los hechos violentos continuaron sucediéndose tanto en París como en las afueras de la ciudad. En Grigny, dos escuelas fueron incendiadas. Otro establecimiento escolar fue quemado en Vigneux. Por otra parte, una guardería fue incendiada en Acheres, al oeste de París, lo que ocasionó que vecinos de la zona reclamaran el despliegue del ejército, o bien la conformación de un cuerpo militar con civiles . En Torcy, cerca de Eurodisney, los manifestantes prendieron fuego a una estación de policía y a un centro de jóvenes . Ataques similares se vivieron en Avignon (Vaucluse), Saint-Dizier (Haute-Marne), Soissons (Aisne), Nantes (Loira Atlántico), Montauban (Tarn y Garona), y también en el norte en Lille, Roubaix, Tourcoing, Mons-en-Baroeuil. Otros incidentes se observaron en Cannes, Niza y Toulouse . En la ciudad de Évreux, en Normandía, los alborotadores incendiaron más de 50 coches, un centro comercial, una estafeta de correos y dos escuelas . Un total de 253 personas fueron detenidas.

- Domingo 6 de noviembre (día)
  - En el décimo día desde el comienzo de los disturbios, se incendiaron coches en el centro de París por primera vez, en el histórico tercer distrito. En ese lugar, varios ciudadanos exigieron el despliegue de las fuerzas armadas.
  - El número de vehículos incendiados durante la noche anterior se estimó en 1.295, el más alto desde que comenzaron los desmanes. 193 personas fueron arrestadas, al tiempo que 2.300 policías adicionales fueron asignados  (enlace roto disponible en Internet Archive; véase el historial, la primera versión y la última)..
  - A plena luz del día, personal de la cadena de noticias belga RTBF fue agredido en Lille, resultando herido un camarógrafo.
  - Una periodista coreana de la cadena televisiva KBS fue golpeada repetidamente hasta quedar inconsciente, en Aubervilliers.
  - El número total de vehículos quemados hasta el domingo por la mañana se estimó en 3.500, mientras que el total de detenidos por los disturbios superó las 800 personas , .

- Domingo 6 de noviembre (noche)
  - Los manifestantes dispararon pistolas y rifles de grueso calibre en el suburbio parisino de Grigny, hiriendo a 34 policías, 3 de ellos de gravedad . Se reportó que dos de los policías fueron heridos en la cabeza.
  - Por primera vez desde el comienzo de los disturbios, iglesias católicas fueron atacadas con bombas molotov en Liévin, Lens en Paso de Calais y Sète en Hérault.
  - Un total de 1.408 vehículos fueron incendiados durante la noche (982 de ellos fuera de París), y 395 personas arrestadas . Uno de los vehículos quemados fue un ómnibus turístico de Polonia, que esperaba el regreso de sus pasajeros en Maisons Alfort para llevarlos de vuelta a su país de origen .
  - En el primer incidente fuera de Francia, cinco automóviles fueron quemados en Saint-Gillis, en Bruselas, Bélgica .
  - La policía alemana manifestó su sospecha de que la quema de cinco vehículos en Berlín puede guardar relación con los disturbios de los suburbios de París  (enlace roto disponible en Internet Archive; véase el historial, la primera versión y la última).. Incidentes similares se registraron en Bremen.

- Lunes 7 de noviembre (día)
  - Un ex empleado de Renault de 61 años de edad, Jean-Jacques Le Chenadec, murió en el hospital como consecuencia de las lesiones sufridas en una golpiza propinada por los manifestantes, luego de que intentó apagar el fuego de un basurero en el suburbio de Stains. Se convirtió así en la primera víctima fatal por los disturbios , , . De acuerdo a un testigo ocular del crimen, Jean-Jacques fue asesinado deliberadamente.
  - Uno de los manifestantes, Moussa Diallo, afirmó que «esto es sólo el principio. No vamos a parar hasta que haya dos policías muertos» .
  - Eric Raoult, alcalde de Raincy (una de las ciudades afectadas por los disturbios, decretó un toque de queda para los menores de 15 años entre la 1 AM y el amanecer .
  - El canal de televisión France 3 decidió dejar de publicar las cifras de coches incendiados para evitar incentivar la situación  (enlace roto disponible en Internet Archive; véase el historial, la primera versión y la última)..
  - Tres bloggers franceses fueron arrestados por incentivar a la violencia .
  - Líderes religiosos judíos de Francia revelaron que el gobierno les pidió no manifestar públicamente sus temores, de manera de evitar nuevos ataques antisemitas .
  - La Unión de Organizaciones Francesas Islámicas publicó una fatwa condenando la violencia .
  - De Villepin anunció el despliegue de 18.000 policías en el canal de TV TF1, a los cuales se sumará una reserva de 1.500 hombres  Archivado el 17 de octubre de 2007 en Wayback Machine., .

- Lunes 7 de noviembre (noche)
  - La policía afirmó que, si bien persistían los hechos violentos en Seine-Saint-Denis, la situación era más calmada que en las noches anteriores. Esto se reflejó en tres veces menos llamadas a los bomberos, aunque los disturbios continuaban en la provincia  Archivado el 25 de noviembre de 2005 en Wayback Machine..
  - En Toulouse, 50 manifestantes detuvieron e incendiaron un ómnibus, obligando al chófer a descender y enfrentándose a la policía con bombas incendiarias y otros objetos .
  - Dos escuelas fueron incendiadas en Lille Sud y en Bruay-sur-Escaut, cerca de la ciudad de Valenciennes. Por otra parte, un gimnasio fue quemado en Villepinte.
  - Se registraron hechos de violencia y vandalismo en el este de Francia en Alsacia, Lorena y Franco Condado. Hechos similares se repitieron en Toulouse, Estrasburgo, Moselle, y Doubs .
  - De acuerdo a Le Monde, un total de 1.173 vehículos fueron incendiados hasta el momento .
  - El Primer Ministro Dominique de Villepin anunció que, a partir del miércoles, «los alcaldes podrán decretar el toque de queda donde sea necesario». No se planea la intervención de las fuerzas armadas .

- Martes 8 de noviembre (día)
  - El canal de TV belga VTM reportó que bombas molotov fueron arrojadas al estacionamiento de bicicletas de una escuela mientras se dictaban clases, y que sus reporteros fueron atacados durante este hecho.
  - El presidente Jacques Chirac declara el estado de emergencia luego de una reunión con su gabinete, y la reactivación de una ley dictada en 1955 durante la Guerra de Argelia, permitiendo a las autoridades locales imponer el toque de queda por un período inicial de 12 días[4][5][6]

- Martes 8 de noviembre (noche)
  - Una iglesia protestante de Meulan fue atacada por los manifestantes .
  - Jóvenes arrojaron bombas incendiarias a la policía e incineraron varios coches en Toulouse .
  - Luego de la medianoche comenzó a regir el estado de emergencia en Francia, mientras que las ciudades de Orleans y Amiens decretaron el toque de queda para menores de 16 años.
  - El funcionario del Ministerio del Interior Claude Gueant afirmó que la policía observó «una importante reducción en la intensidad de los disturbios». El número de coches incendiados en Francia durante la noche pasada fue de 617, varios cientos menos que la noche anterior. 280 personas fueron arrestadas, y los desmanes se observaron en 116 lugares, cerca de la mitad de los afectados la noche anterior .
  - El sistema de transporte público de Lyon fue cerrado tras un ataque con una bomba molotov a una estación de trenes.
  - En Burdeos un cóctel molotov impactó en un ómnibus con motor a gas.

- Miércoles 9 de noviembre (día)
  - Los comercios franceses expresaron su preocupación acerca de las consecuencias económicas de los 13 días de disturbios, que podrían ir mucho más allá del arreglo de los daños hasta afectar la inversión y la confianza de los consumidores en la temporada de invierno. Las preocupaciones por la violencia desatada llevaron al euro a su nivel más bajo frente al dólar en los últimos dos años, en parte debido a que varias empresas pospusieron inversiones previstas en las zonas afectadas por los disturbios .
  - Daniel Feurtet, alcalde comunista de Le Blanc-Mesnil, amenazó con renunciar a su cargo en uno de los distritos afectados por los disturbios. «Si el prefecto impone el toque de queda en una de nuestras áreas, presentaré mi renuncia en el mismo instante», declaró al diario Le Monde, en referencia a los nuevos poderes otorgados a las autoridades regionales .
  - El Ministro del Interior Nicolas Sarkozy ordenó la expulsión de todos los extranjeros condenados por los desmanes de los últimos 13 días. Anunció ante el parlamento que 120 extranjeros que fueron encontrados culpables en hechos relacionados con los disturbios, sería deportados sin demora .

- Miércoles 9 de noviembre (noche)
  - Las autoridades decretaron toques de queda en 38 áreas, incluyendo Marsella, Niza, Cannes, Estrasburgo, Lyon, Toulouse y París. Los incidentes de vandalismo se redujeron notablemente, con algunos choques en Belfort, y una guardería incendiada en Toulouse , Archivado el 4 de agosto de 2011 en Wayback Machine..
  - Durante la noche se incineraron 482 vehículos y se produjeron 203 arrestos .
  - La zona de París se mostró tranquila de acuerdo a las autoridades, mientras que una portavoz de Sena y Marne manifestó que «el problema se está solucionando» .
  - Varias poblaciones de los suburbios de París y del resto del país se están reorganizando para la restauración del orden  (enlace roto disponible en Internet Archive; véase el historial, la primera versión y la última)..

- Jueves 10 de noviembre (día)
  - El presidente francés Jacques Chirac admitió que su país tiene problemas «innegables» en las zonas urbanas más pobres, y que se debe trabajar para solucionarlos. «Sin importar nuestro origen, somos todos hijos de la República y todos tenemos los mismos derechos», afirmó .
  - Ocho policías fueron suspendidos por golpear a un joven en un suburbio de París. La policía afirmó que dos de los ocho eran sospechosos de haber golpeado ilegalmente a un hombre arrestado en La Courneuve, uno de los lugares más afectados por los disturbios. Los otros 6 policías están siendo investigados por ser testigos presenciales del hecho ocurrido el 7 de noviembre. «El parte médico indica que el hombre presenta magullones en la frente y en los pies», declaró la policía .
  - El jefe de la policía parisina Pierre Mutz prohibió el transporte y la venta de gasolina en latas, al tiempo que manifestó sus temores de que los hechos violentos eran planeados en la misma capital .

- Jueves 10 de noviembre (noche)
  - La policía declaró que un total de 463 vehículos fueron quemados la noche anterior en todo el país, lo cual representa una mínima baja con respecto a la noche anterior, aunque la cantidad de coches incendiados en el área aledaña a París pasó de 84 a 111. Se llevaron a cabo un total de 201 detenciones .
  - En Alpes Marítimos un total de 7 poblaciones decretaron toques de queda, incluyendo a la ciudad de Cannes.
  - El Ministro de Justicia Pascal Clément afirmó que, en París, solo dos personas fueron detenidas por no respetar el toque de queda .

- Domingo 13 de noviembre (noche)
  - Los disturbios alcanzan a Holanda y Bélgica. En este último país el número de vehículos incendiados asciende a 27. En Lieja un menor de edad de los que participaban en la revuelta sufre quemaduras graves y son detenidas 50 personas. También en Atenas son asaltados establecimientos con vinculación francesa  Archivado el 27 de septiembre de 2007 en Wayback Machine..

## Áreas afectadas por los disturbios
(Por departamento)

### En la zona deParís
- París: París
- Seine-Saint-Denis: Aubervilliers, Noisy-le-Grand, Epinay, Pierrefitte-sur-Seine
- Yvelines: Achères, Mureaux
- Sena y Marne: Meaux, Torcy
- Valle del Marne: Champigny, Ormesson-sur-Marne
- Essonne: Corbeil-Essonne, Saint-Michel-sur-Orge, Brétigny-sur-Orge
- Hauts-de-Seine: Suresnes, Clamart
- Val-d'Oise: Villiers-le-Bel

### Fuera de París
- Aisne: Soissons
- Alpes Marítimos: Drap, Niza, Saint-André
- Bajo Rin: Estrasburgo
- Bocas del Ródano
- Côte d'Or: Dijon
- Gironda: Bègles, Blanquefort, Burdeos, Lormont
- Alto Garona: Toulouse
- Loira Atlántico: Nantes
- Maine y Loira: Angers
- Norte: Hem, Lille, Mons-en-Baroeul, Roubaix, Tourcoing, Wattrelos, Valenciennes
- Oise: Méru
- Pas-de-Calais: Calais, Arras
- Pyrénées-Atlantiques: Pau
- Seine Maritime: Le Havre, Ruan
- Somme: Amiens

### Fuera de Francia
- Bélgica
- Dinamarca
- Alemania
- Grecia
- Países Bajos
- Suiza

## Causas subyacentes

### Tensiones raciales y religiosas
La BBC reporta que las percepciones negativas en la sociedad francesa respecto al Islam y a los inmigrantes han alienado a algunos musulmanes franceses y esto pudo haber influido en los disturbios; «el Islam es visto como el reto más grande del modelo secular del país en los últimos 100 años» . Al mismo tiempo, la editorial cuestiona la justificación de la alarma, citando que los guetos musulmanes de Francia no son semilleros de separatismo y que «los suburbios están llenos de gente desesperada por integrarse a la sociedad en su conjunto» .

### Pobreza
La BBC citó el «descontento entre muchos jóvenes franceses originarios del norte de África» y la discriminación contra los inmigrantes, destacando que «el grupo SOS Racisme regularmente denuncia casos de empleadores que descartan postulantes con apellidos extranjeros». . La BBC también reporta que existe una «enorme furia y resentimiento entre los inmigrantes africanos y los hijos de norteafricanos en los suburbios de las ciudades francesas» .

### Hechos de violencia previos en las áreas afectadas por los disturbios
Seine-Saint-Denis es uno de los departamentos de Francia con la tasa de crímenes violentos más alta de Francia. El Ministro del Interior Nicolas Sarkozy afirmó en octubre de 2005 en una entrevista en Le Monde que el vandalismo y los crímenes violentos formaban parte de la vida cotidiana en suburbios de toda Francia, y manifestó que en los meses transcurridos de ese año 9.000 coches policiales habían sido apedreados, y que entre 20 y 40 vehículos eran incendiados cada noche .

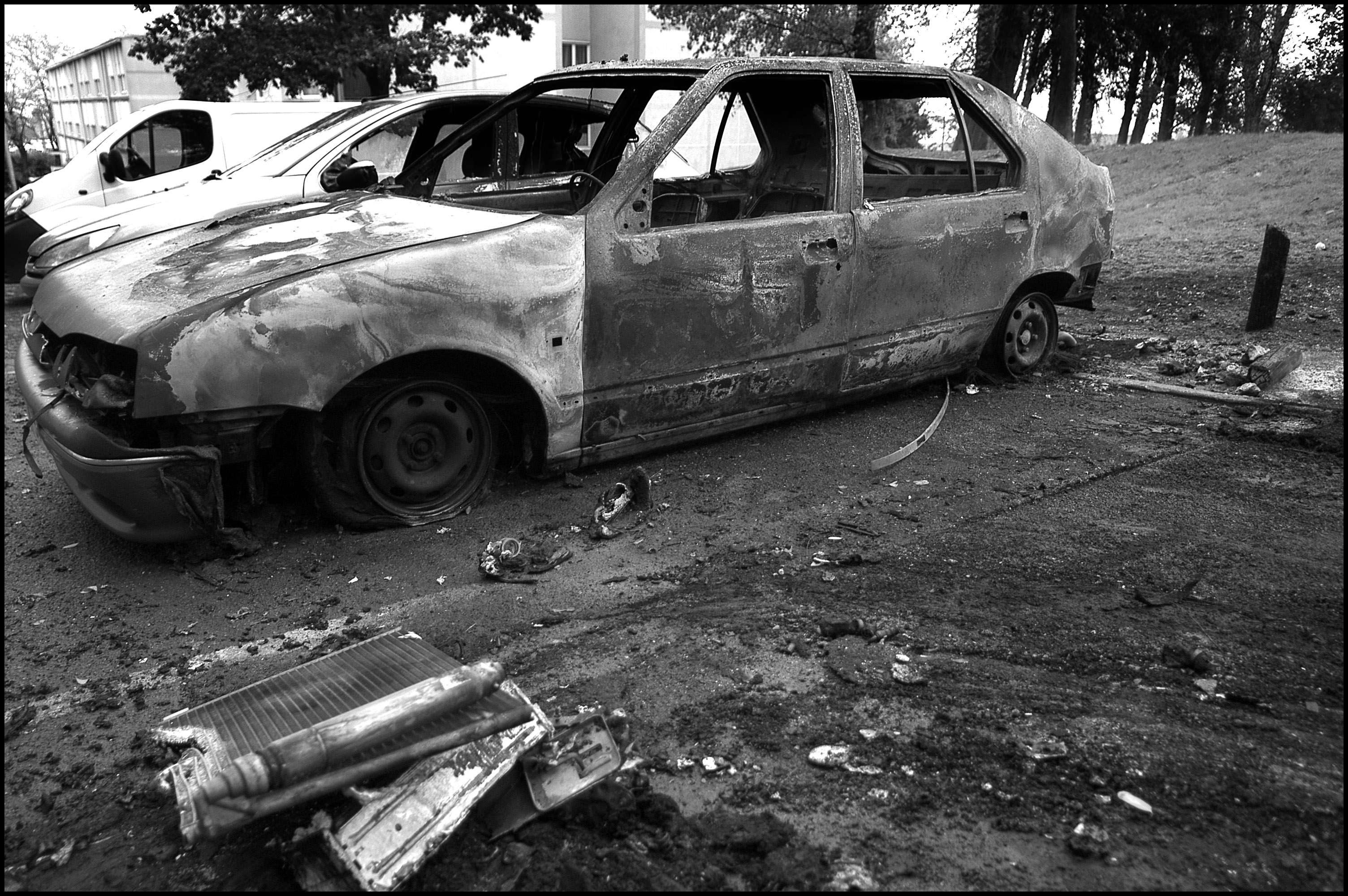
Restos de coche incendiado.

La Gendarmería Nacional informó que 2.432 vehículos fueron incendiados en 2004, y que se reportaron 12.362 hechos de violencia urbana en ese año . El periódico francés Le Figaro reportó que, el 27 de octubre de 2005, un hombre de raza blanca de 56 años de edad fue golpeado por una patota hasta causarle la muerte. El hecho ocurrió en Epinay, frente a la mujer y la hija de la víctima .
En octubre de 2001, una sinagoga de Clichy-sous-Bois fue atacada con una bomba molotov, y el mismo templo volvió a sufrir una agresión en agosto de 2002.
La Union nationale des syndicats autonomes (UNSA) des policiers, un sindicato de policías, sugirió que los recientes recortes presupuestarios en la «policía de proximidad» (police de proximité, que es la fuerza encargada de prevenir los crímenes y las tensiones en los distritos) debieran ser anulados .